# Natitingou I
Natitingou I är ett arrondissement i kommunen Natitingou i Benin. Den hade 10 012 invånare år 2002.